# Кортни Кардашян
Кортни Мери Кардашян (на английски: Kourtney Kardashian) е американска телевизионна личност и модел. От 2007 г. участва в риалити предаването „Keeping Up with the Kardashians“, заедно със семейството си.
Заедно със сестрите си, Ким и Клои, създава модни линии, парфюми и козметика и книга.

## Ранен живот
Кардашян е родена на 18 април 1979 г. в Лос Анджелис, САЩ, в семейството на Робърт и Крис. Тя има две по-малки сестри, Ким и Клои, и по-малък брат Роб. След развода на родителите ѝ, майка ѝ се омъжва за Брус Дженър (днес познат като Кейтлин), който носи на Кортни доведени братя и сестри – Бърт, Брандън, Броуди и Кейси. След няколко години, майка им ражда полусестрите ѝ Кендъл и Кайли.
Тя посещава католическо училище за момичета в Лос Анджелис. След дипломирането си се мести в Далас, Тексас, където две години следва в университет. По-късно, живее в Аризона, където завършва актьорско майсторство и курс по испански език. Сред съучениците ѝ е Никол Ричи. През 1994 г. баща ѝ получава медийно внимание като адвокат на О Джей Симпсън.

## Кариера

### Начало
Кортни получава внимание за първи път, след като участва в риалити предаването „Безобразно богати“ през лятото на 2005 г., където събира средства за благотворителни каузи. През февруари 2007 г. секс запис на сестра ѝ, Ким, е публикуван в интернет, което води до любопитство към цялото им семейство. По-късно, те получават предложение да участват в специално създадено за тях шоу – „Keeping Up With The Kardashians“, което да проследява ежедневието им. Предаването е изключително успешно и продължава да се излъчва и до днес.
Кортни отваря няколко бутика за детски дрехи, наречени „Смуч“, в Лос Анджелис и Ню Йорк, заедно с майка си Крис. Със сестрите ѝ, Ким и Клои, откриват и ръководят веригата „Д-А-Ш“ с магазини в Лос Анджелис, Маями, Ню Йорк и квартала Хемптънс.

### Международна слава
През пролетта на 2010 г. работи по модна линия за марката „Бебе“, заедно със сестрите си. Отново заедно, създават крем за слънце „Бляскав тен от Кардашян“. Те написват и книгата „Кардашян: Поверително“, която е публикувана през ноември същата година.
Кортни прави актьорския си дебют в сериала на Ей Би Си „Веднъж се живее“ през 2011 г., където играе ролята на адвоката Касандра Кавана. Кардашян споделя, че от малка е фен на сериала и за нея това е една сбъдната мечта. Тя добавя и че се е изненадала от дългото си участие, защото в началото е очаквала да има само две реплики. Играта ѝ е приета негативно от повечето критици.
Кортни, Клои и Ким са говорители и рекламни лица на диетичната добавка „Quick Trim“, която забързва отслабването. През 2012 г. постъпва жалба срещу продукта и сестрите от $5 милиона долара, която гласи, че маркетингът му е фалшив и неприемлив.
Кортни е лице и на марката „PerfectSkin“, заедно със сестрите си. Те са създатели и на колекции бижута за различни модни брандове, създадени да удостоят арменските им наследство.

## Личен живот
Кортни се запознава със Скот Дисик на парти на техен приятел през 2006 г. и започват да излизат заедно. Двойката често се разделя и събира. На 14 декември 2009 г., Кортни ражда първия им син, Мейсън Даш Дисик. Раждането му е заснето и излъчено в епизод от четвъртия сезон на риалити шоуто.
В началото на 2010 г., Кортни, Скот, Мейсън и Ким решават временно да се преместят в Маями. Тогава, Кортни осъзнава, че партньорът ѝ има проблем с алкохола и решава да се разделят. След като той започва да посещава терапия и временно отказва алкохола, те отново се събират.
През 2011 г., Дисик купува годежен пръстен и планира да предложи брак на Кортни, по време на вечеря в Ню Йорк. Когато той я пита какво мисли за брака, тя отговаря: „Ако всичко е наред сега, защо да го променяме?“ и той се отказва. На 5 януари 2012 г., Кортни ражда второто им дете, Пенелопе Скотланд Дисик.
През юни 2014 г. е разкрито, че Кортни отново е бременна, на 14 декември 2014 г. се ражда вторият и син - Reign Aston Disick, на датата на която първородният и син празнува петият си рожден ден.
Кортни и Скот се разделят окончателно през 2015 година, след което тя започва да излиза със моделът Юнис Бенджема от 2016г. до 2020 г. Във началото на 2021 г. Кортни започва връзка със барабанистът на музикалната рок група Blink182 - Травис Баркър. Двойката се сгодява на 17 октомври същата година и сключва брак на 15 май 2022 г. във Санта Барбара, Калифорния със официална религиозна сватба състояла се във Портфино, Италия на 22 май 2022 г. През 2023 г. се ражда техния син Роки. Датата на раждането му е неизвестна.

## Филмография

### Като актриса
| Година | Заглавие        | Роля            | Бележки              |
| ------ | --------------- | --------------- | -------------------- |
| 2011   | Веднъж се живее | Касандра Кавана | ТВ сериал (1 епизод) |

### Като себе си
| Година        | Заглавие                         | Бележки                   |
| ------------- | -------------------------------- | ------------------------- |
| 2005          | Безобразно богати: Кетъл Драйв   | ТВ предаване              |
| 2007-2021     | Keeping Up With The Kardashians  | ТВ предаване              |
| 2009-2010     | Кортни и Клои превземат Маями    | ТВ предаване              |
| 2011-2012     | Кортни и Ким превземат Ню Йорк   | ТВ предаване              |
| 2011-2012     | Клои и Ламар                     | Гост-звезда, 4 епизода    |
| 2013          | Кортни и Ким превземат Маями     | ТВ предаване              |
| 2014-2015     | Кортни и Клои превземат Хемптънс | ТВ предаване              |
| 2015          | Аз съм Кейт                      | 2 епизода                 |
| 2015-настояще | Куклите на Даш                   | Продуцент и временна роля |

## Книги
- „Кардашиян: Поверително“ (Kardashian Konfidential), Ким Кардашиян, Клои Кардашиян, Кортни Кардашиян, 2010, ISBN 0-312-62807-2.